# New Radicals
New Radicals (estilizado como Иew Radicals), (Español: Nuevos Radicales) fue una banda del Rock alternativo estadounidense a finales de los 90, con Gregg Alexander como   líder, que escribió y produjo todas las canciones de la banda. Su único álbum, Maybe You've Been Brainwashed Too ("Quizá a ti también te han lavado el cerebro"), salió a la venta en 1998, y se trata de un conjunto de canciones pop influidas por la música popular de los 70, incluyendo canciones de amor y críticas a las corporaciones.
El mayor éxito del grupo llegó con su sencillo You Get What You Give, que llegó al número cinco en la lista de éxitos del Reino Unido y número uno en España e Hispanoamérica. La canción causó controversia, ya que en ella se acusa a los artistas Beck, Hanson, Courtney Love y Marilyn Manson de ser "falsos". Sus siguientes sencillos editados no tuvieron la repercusión de You Get What You Give.
Alexander decidió terminar con la banda en el verano de 1999, antes del debut de su segundo sencillo y segundo gran éxito musical mundial "Someday We'll Know", para centrarse en la creación y producción de canciones para otros artistas.
La banda se reunió el 20 de enero de 2021 para actuar en la asunción presidencial de Joe Biden.

## Miembros
New Radicals no tuvo miembros constantes además de Gregg Alexander, quien escribió, cantó, tocó y produjo la música del disco; y Danielle Brisebois, la cual debutó como percusionista y cantante de fondo en las canciones del disco, en los shows en vivo y en los vídeos de la banda. Danielle, Alexander y Debra Holland escribieron "Someday We'll know".
Brisebois ya había trabajado con Alexander en 1992, cuando éste sacó su disco en solitario Intoxifornication, al igual que Alexander ayudó a Brisebois en 1994 con su disco Arrive All Over You.
La mayoría de los demás miembros eran músicos de sesión; por mencionar algunos, el teclista Greg Phillinganes (un exmiembro de la banda de Stevie Wonder, Wonderlove, y actualmente en Toto), el batería Josh Freese, Rusty Anderson (quien es guitarrista de Paul McCartney en la actualidad) y el productor Rick Nowells, quien aparece tocando el piano y que produjo también el disco de Alexander, Michigan Rain.
Algunos otros miembros fueron el batería Stuart Johnson, el guitarrista Bradley Fernquist, el teclista Jim McGorman y Sasha como bajista. 
En marzo de 2004, su éxito "You Get What You Give", fue utilizado en la campaña promocional de Movistar para Chile y Argentina y desde sus inicios en 1998 en el programa chileno Sábado por la noche (SXN) de MEGA, además de ser utilizado como fondo musical para la campaña publicitaria de la compañía telefónica Movistar. Este mismo tema también se pudo oír en los créditos finales de la película de 2006 de Adam Sandler, Click, y en la película animada del 2007 Surf's Up.